# Forge
Forge  egy kitalált szereplő, szuperhős a Marvel Comics képregényeiben. A szereplőt Chris Claremont író és John Romita Jr. rajzoló alkotta meg. Első megjelenése a Uncanny X-Men 184. számában volt 1984 májusában.

## Története
A Forge-ként ismert férfi cheyenne indián, aki valaha Nazénak, a törzs varázslójának volt tanítványa. A Nazétól kapott tanítás segítségével figyelemre méltó misztikus képességeket fejlesztett ki magában, de Forge egyben mutáns is, szokatlanul nagy tehetsége van különböző szerkezetek feltalálásához.
Forge a vietnámi háborúban harcolt, és egy B-52-es bombatámadás alkalmával elvesztette jobb kezét és lábát. Öngyilkos depresszióba esett és megpróbált végezni magával – sikertelenül. Később elvesztett végtagjai pótlására mechanikus kezet és lábat tervezett magának. Bizonyos, a háborúval kapcsolatos okok miatt elhatározta, hogy nem használja többé misztikus erejét. Az elmúlt tíz év legnagyobb részében tartotta is magát ehhez.
Feltalálóként kezdett el dolgozni, és mikor Tony Stark nem gyártott többé fegyvereket a szövetségi kormány számára az Amerikai Védelmi Minisztérium Forge-tól rendelt új terveket. A kormány egy alkalommal azzal bízta meg, hogy tervezzen olyan berendezést, mellyel lehetségessé válik az alakváltó Űrszipolyok (Dire Wraiths) felderítése és legyőzése. Forge kifejlesztett egy olyan készüléket, ami képes volt kimutatni a környezetében tartózkodó emberfeletti képességgel rendelkező mutánsokat és földönkívülieket, sőt az Űrszipolyokat is képes volt megkülönböztetni más idegen lényektől.
A férfi még egy semlegesítő készüléket is előállított, amely elvileg közömbösíteni tudta a szuperképességű lényeket. Az elnök parancsára Henry Peter Gyrch, a kormány egyik ügynöke megszerezte Forge semlegesítő készüléknek egyetlen létező példányát, hogy felhasználja az X-Men egyik tagja, Vadóc ellen. A lányt akkoriban azzal gyanúsították, hogy megölte a S.H.I.E.L.D. hírszerző szolgálat egyik ügynökét.
Forge felháborodott, mert a készülék még át sem esett a teszten, nem lehetett tudni milyen hatása lesz a gyakorlatban, nem okoz e nagyobb kárt, esetleg a célszemély halálát. A feltaláló megkísérelte megakadályozni Gyrch-et, hogy felhasználja Vadóc ellen. Az ügynök végül Viharra, Vadóc bajtársára lőtt rá.
Vihar emberfeletti hatalma látszólag azonnal megszűnt, ő maga pedig egy folyóba zuhant, ahonnét a bűntudattól vezérelt Forge mentette ki.
A férfi lakhelyére, a texasi Dallasba vitte Vihart, ahol a nő gyógyulása után erős vonzalom fejlődött ki közöttük. Ám mikor Vihar megtudta, hogy Forge tervezte a semlegesítőt, ami megfosztotta őt az erőitől, úgy érezte, elárulták. Dühösen elhagyta az épületet, de visszatért, mikor megtudta, hogy a férfi veszélyben forog. Az Űrszipolyok ugyanis tudták, hogy a semlegesítő a jelenlegi formájában nem árthat nekik, de meg akarták akadályozni a fejlesztését is. Vihar, Forge, az X-Men, Varázs- Kolosszus húga, és Amanda Sefton együttes erővel legyőzték a Szipolyokat, de Vihar gyűlölete megmaradt a férfi iránt.
Forge továbbfejlesztette a semlegesítőt, amely így képessé vált, hogy megfossza a Szipolyokat misztikus erejüktől, majd másolt példányokat készített ebből a változatból. De még mindig bűntudatot érzett Vihar miatt, ezért attól tartva, hogy fegyverét emberfeletti képességekkel rendelkező emberek ellen használják majd fel, még az Űrszipolyok elleni harchoz sem adta oda senkinek a készüléket. 
Miután szövetséget kötött a Szipolyok egy konok ellenségével, Rom lovaggal, Forge elhatározta, hogy megépít és Föld körüli pályára állít egy óriási „neosemlegesítőt”, ami minden támadó Szipolyt egy köztes dimenzióba száműzött volna. Gyrch ezt hallva annak a tervének szolgálatába akarta állítani az állomást, hogy minden földi szuperlényt megfosszon az erejétől. Hogy ezt megakadályozzák Forge és Rom nem a Föld felé, hanem a Szipolyok otthonára irányozták a gépet és az otthonuk megszűnésével a világűr valamennyi Szipolya elvesztette misztikus képességét.
Forge ezt követően egy kivételével valamennyi semlegesítőt elpusztította. A megmaradt példánnyal Tony Stark megfosztotta erejétől a Termesz nevű szuperbűnözőt, majd ezt a darabot is tönkretették.

### A mutánsok végzete
A mutánsok végzete című nagyobb lélegzetű történetben fény derül, hogy miért fordított hátat a mágiának.

## Képességei
Forge mutáns képessége, hogy különböző szerkezeteket találjon fel. Ez a képesség hasonlóan működik, mint az Új Mutáns Tolmács nyelvbefogadó képessége. Forge mutáns ereje nem jelenti azt, hogy nagyobb feltaláló lenne olyan lángelméknél, mint Victor von Doom, vagy Reed Richards, esetleg Anthony Stark, akik közül egyik sem mutációnak köszönheti tehetségét.
Ám míg ezeknek az embereknek ismerniük kell az elméleti tényeket, majd tudatosan kidolgozniuk a találmányhoz vezető logikai lépcsőfokok rendszerét, Forge esetében ezek a lépcsőfokok a tudatalattiban állnak össze. Ezért nincs is mindig tudatában, hogyan jutott el egyik-másik találmányához. Forge különböző misztikus képességekkel is rendelkezik, melyek nem mindig mutatkoznak meg, de mert évek óta nem használta őket kiesett a gyakorlatból.
Megjelenésében magas, sportos, izmos ember, aki jobb keze és lába helyén speciális műkezet és műlábat visel, rövid fekete haja és bajsza van.

## Külső hivatkozások
- az Uncanny X-Men részletes életrajza a szereplőről (angolul)